# Heinrich Bruno von Steinaecker
Heinrich Bruno Freiherr von Steinaecker (* 11. Januar 1788 in Brumby; † 10. Januar 1861 in Berlin) war ein preußischer Generalmajor.

## Leben

### Herkunft
Heinrich Bruno war der Sohn des Landrates des Kreises Calbe Friedrich Wilhelm von Steinaecker (1745–1824) und dessen Ehefrau Josepha, geborene Freiin von Blomberg (1749–1818). Sein älterer Bruder Friedrich (1781–1851) schlug ebenfalls eine Militärkarriere ein und brachte es bis zum General der Infanterie.

### Militärkarriere
Steinaecker trat 1802 als Gefreiterkorporal in das Infanterieregiment „Prinz Louis Ferdinand“ der Preußischen Armee ein und wurde dort am 8. April 1806 Fähnrich. Als solcher nahm er während des Vierten Koalitionskrieges mit seinem Regiment Mitte Oktober 1806 an der Schlacht bei Auerstedt teil. Steinaecker kam dann am 13. April 1807 zum 1. Neumärkischen Reservebataillon. Mit der Beförderung zum Sekondeleutnant am 30. Dezember 1807 folgte die Versetzung in das 1. Pommersche Infanterieregiment. Am 3. November 1810 schied er mit Halbsold aus dem Dienst.
Am 6. Mai 1813 wurde Steinaecker wieder angestellt und dem 2. Reservebataillon des 9. Colbergischen Infanterie-Regiments zugeteilt. In den Befreiungskriegen kämpfte Steinaecker in den Schlachten bei Dennewitz und Leipzig, nahm am Sturm auf Arnheim sowie dem Gefecht bei Düren teil. Für seine Leistungen bei Antwerpen wurde er mit dem Eisernen Kreuz II. Klasse ausgezeichnet. Am 1. April 1815 wurde Steinaecker Premierleutnant im 1. Rheinischen Landwehrinfanterieregiment. Ende Mai 1816 kam er dann in das 34. Infanterie-Regiment, wo Steinaecker am 18. Oktober 1818 zum Kapitän und Kompaniechef aufstieg. Vom 17. März 1820 bis 29. März 1835 versah er seinen Dienst im 36. Infanterie-Regiment und wurde anschließend mit der Beförderung zum Major Kommandeur des II. Bataillons des 13. Landwehr-Regiments. Für zwei Jahre fungierte er ab 30. März 1837 als Kommandeur des I. Bataillons. Steinaecker wurde dann in das 16. Infanterie-Regiment versetzt und hier am 22. März 1845 zum Oberstleutnant befördert. Ab 26. November 1848 war er Kommandant von Kolberg und in dieser Funktion am 4. Januar 1853 zum Oberst befördert. 
Steinaecker wurde am 15. Mai 1856 unter Beförderung zum Generalmajor der Abschied mit Pension gewährt. Er verstarb 1861 in Berlin und wurde in Brumby beigesetzt.

### Familie
Steinaecker verheiratete sich am 12. Februar 1824 mit Agnes von Asseburg (1805–1884). Aus der Ehe gingen vier Söhne und vier Töchter hervor.
- Bruno (1826–1881), preußischer Oberst z.D.

⚭ 1857 Elisabeth von Bagensky (1835–1860), Tochter des Generalleutnants Karl von Bagenski
⚭ 1864 Katharina Dernbach (* 1828)
- Berta (1829–1890) ⚭ 1849 Julius Bernis (1809–1875), preußischer Generalmajor
- Oskar (1831–1893), preußischer Premierleutnant z.D., Amtmann zu Barop, Fabrikbesitzer
- Josephine (* 1836), Ehrenstiftsdame im Stift Marienfließ
- Luise (* 1839), Diakonissin im Augusta-Hospital
- Adelaide (* 1841), Stiftsdame des Fräuleinstifts Cammin
- Agnes (* 1851)